# هاري ارين
هاري ارين (بالإنجليزية: Harry Warren)‏ هو مؤلف موسيقى تصويرية وكاتب أغاني وملحن وشاعر أمريكي، ولد في 24 ديسمبر 1893 في بروكلين في الولايات المتحدة، وتوفي في 22 سبتمبر 1981 في لوس أنجلوس في الولايات المتحدة.

## وصلات خارجية
- هاري ارين على موقع IMDb (الإنجليزية)
- هاري ارين على موقع الموسوعة البريطانية (الإنجليزية)
- هاري ارين على موقع ميوزك برينز (الإنجليزية)
- هاري ارين على موقع قاعدة بيانات برودواي على الإنترنت (الإنجليزية)
- هاري ارين على موقع إن إن دي بي (الإنجليزية)
- هاري ارين على موقع أول ميوزيك (الإنجليزية)
- هاري ارين على موقع ديسكوغز (الإنجليزية)
- هاري ارين على موقع قاعدة بيانات الفيلم (الإنجليزية)